# Honeywell
Honeywell International, «Хониуэлл» — американская корпорация, производящая электронные системы управления и автоматизации.
Основные направления — аэрокосмическое оборудование, технологии для эксплуатации зданий и промышленных сооружений, турбокомпрессоры.
В числе крупнейших компаний США по размеру выручки в 2022 году (список Fortune 500) Honeywell заняла 105-е место. В списке крупнейших публичных компаний мира Forbes Global 2000 за 2022 год Honeywell заняла 185-е место.

## История
Honeywell International образовалась в результате слияния ряда компаний. Старейшая из них была основана в 1886 году в Миннеаполисе Альбертом Батцом (Albert Butz) для выпуска изобретенного им терморегулятора для угольных каминов. Позже компания несколько раз меняла название и владельца, а в 1898 году её возглавил Уильям Суитт (William Sweatt). В 1927 году она объединилась с примерно равным по размеру конкурентом, Honeywell Heating Specialties Company, которую основал в 1906 году Марк Хониуэлл (Mark Honeywell); он стал президентом объединённой компании Minneapolis-Honeywell Regulator Company, а Уильям Суитт — председателем совета директоров. С покупкой в 1934 году Brown Instrument Company сфера деятельности Honeywell расширилась на промышленные термостаты.
За годы Второй мировой войны Honeywell стала крупным подрядчиком Министерства обороны США, выпуская контрольное оборудование для различных видов вооружений, в первую очередь авиации, уже в 1941 году компанией был выпущен первый автопилот. В 1950 году было куплено подразделение микропереключателей First Industrial Corporation. В апреле 1955 года совместно с Raytheon была создана Datamatic Corporation, начавшая разработку и производство ЭВМ; первая модель DATAmatic 1000 была выпущена в 1957 году, она занимала несколько комнат, весила 25 тонн и была продана за 2 млн долларов. Вскоре Raytheon вышла из партнёрства, и Datamatic стала подразделением компании Honeywell. С 1964 года компания стала подрядчиком NASA, поставляя комплектующие для всех космических программ США. Также в 1964 году название компании было изменено с Minneapolis-Honeywell на Honeywell Inc. Расширение деятельности в другие страны началось ещё в 1945 году, были открыты филиалы в Великобритании, Канаде, Японии и Нидерландах, к 1965 году зарубежные операции приносили 23 % выручки. В 1970 году у General Electric было куплено подразделение вычислительной техники и объединено с Datamatic в новое подразделение Honeywell Information Systems, по объёму производства уступавшее только IBM.
В 1970-х годах компания подвергалась значительной критике за производство оружия для ведения войны в Юго-Восточной Азии, сотрудничество с южноафриканским режимом и проведения испытаний вооружений на территориях, отведённых индейцам. В 1982 году было проведено значительное сокращение персонала в компьютерном подразделении, которое начало приносить убытки, а в 1986 году оно было преобразовано в совместное предприятие, значительные доли в котором приобрели французская Group Bull и японская NEC Corporation, а в 1991 году Honeywell прекратило в нём участие. В том же 1986 году аэрокосмическое подразделение было расширено покупкой за 1 млрд долларов Sperry Aerospace Group. Другими подразделениями в этот период были оборонное, выпускавшее торпеды, системы самонаведения и боеприпасы, а также подразделение контрольного оборудования. Около пятой части доходов от продаж продукции и предоставляемых услуг составлял федеральный клиентский сектор обслуживания военных заказов (без учёта иностранных заказчиков американского вооружения и военной техники).
В конце 1980-х годов сокращение военных контрактов было компенсировано расширением сотрудничества с гражданской авиацией. С начала 1990-х годов значительную прибыль для компании начало приносить производство оборудования для контроля над уровнем загрязнения и энергосберегающие технологии. Однако к середине 1990-х годов продажи начали падать, и в 1999 году было принято решение о слиянии с AlliedSignal, производителем двигателей и других комплектующих для авиации. В начале 2000-х годов было достигнуто соглашение о слиянии с GE, но оно было заблокировано Еврокомиссией, что стало значительным ударом по репутации Honeywell.
Слияние с AlliedSignal принесло 50-процентную долю в компании UOP LLC, поставщике оборудования и реактивов для нефтеперерабатывающей и нефтехимической отраслей; в 2005 году оставшиеся 50 % были выкуплены у Union Carbide.

## Собственники и руководство

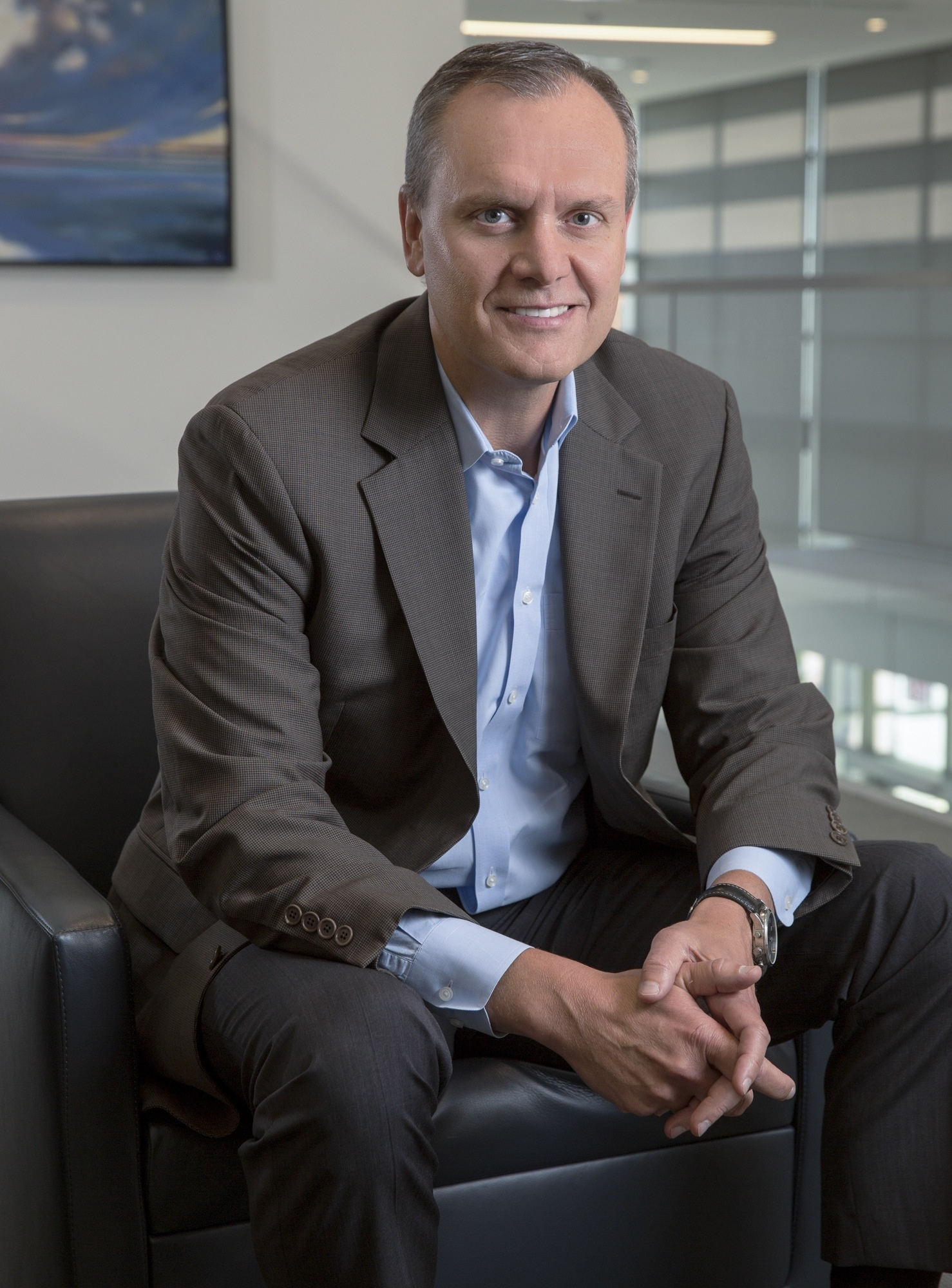
Дариус Адамчик

С мая 2021 года акции компании котируются на бирже Nasdaq, до этого они котировались на Нью-Йоркской фондовой бирже.
Дариус Адамчик (Darius Adamczyk, род. 8 февраля 1966 года в Польше) — председатель совета директоров и главный исполнительный директор с апреля 2018 года. В компании оказался в 2008 году, когда Honeywell купила компанию Metrologic Inc., которую он возглавлял.

## Деятельность
Основой деятельности компании является производство комплектующих для авиации. Более 10 % выручки приносят подряды федерального правительства США, в 2021 году на них пришлось 3,9 млрд долларов из 34,4 млрд выручки (3,2 млрд долларов — на Министерство обороны США). В то же время зарубежные продажи приносят более половины выручки, 12 % приходится на экспорт из США, а 40 % — на производство и продажу в других странах, в основном в Европе и Азии. На конец 2021 года в компании работало 99 тыс. сотрудников, из них 34 тыс. в США.

#### Аэрокосмическая продукция
Подразделение является поставщиком комплектующих и программного обеспечения для транспортной, местной, гражданской и военной авиации. Продукция включает:
- вспомогательные силовые установки (APU),
- турбовентиляторные, воздушно-реактивные и газотурбинные тяговые авиационные двигатели,
- авионика (в том числе системы предупреждения об опасном сближении с землёй (EGPWS), управления полётом, обеспечения жизнедеятельности, посадочные системы),
- системы электроснабжения, а также внутренние и наружные осветительные приборы для самолётов;
- радары и системы наблюдения, связи и навигации;
- авиационные колёса и тормоза.

Аэрокосмическое подразделение предоставляет широкий перечень услуг, в том числе ремонт и переоборудование самолётов, материально-техническое снабжение и технические услуги.
На подразделение приходится 32 % выручки компании, из них 15 % — на оборонную и космическую продукцию.

#### Строительные технологии
Подразделение занимается разработкой, производством, установкой и обслуживанием оборудования для обеспечения безопасности и энергоэффективности зданий, включая системы допуска, видеонаблюдения и пожарной безопасности, датчики, выключатели. Доля подразделения в выручки компании составляет 16 %.

#### Материалы и технологии
Подразделение осуществляет выпуск систем для автоматизации операций в различных отраслях промышленности, в первую очередь нефтегазодобывающей и нефтеперерабатывающей. Также подразделение занимается производством высокотехнологичных материалов, применяемых при производстве бронежилетов, упаковки, микросхем, нейлона и другой конечной продукции. Подразделение приносит 29 % выручки.

#### Безопасность и производительность
Продукция подразделения включает средства индивидуальной защиты, одежду и обувь, детекторы утечки газа, системы оповещения об опасности, мобильные устройства и программное обеспечение к ним, средства автоматизации работы складов, термопринтеры и другие оборудование. 23 % выручки компании.